# José Napoleón Duarte

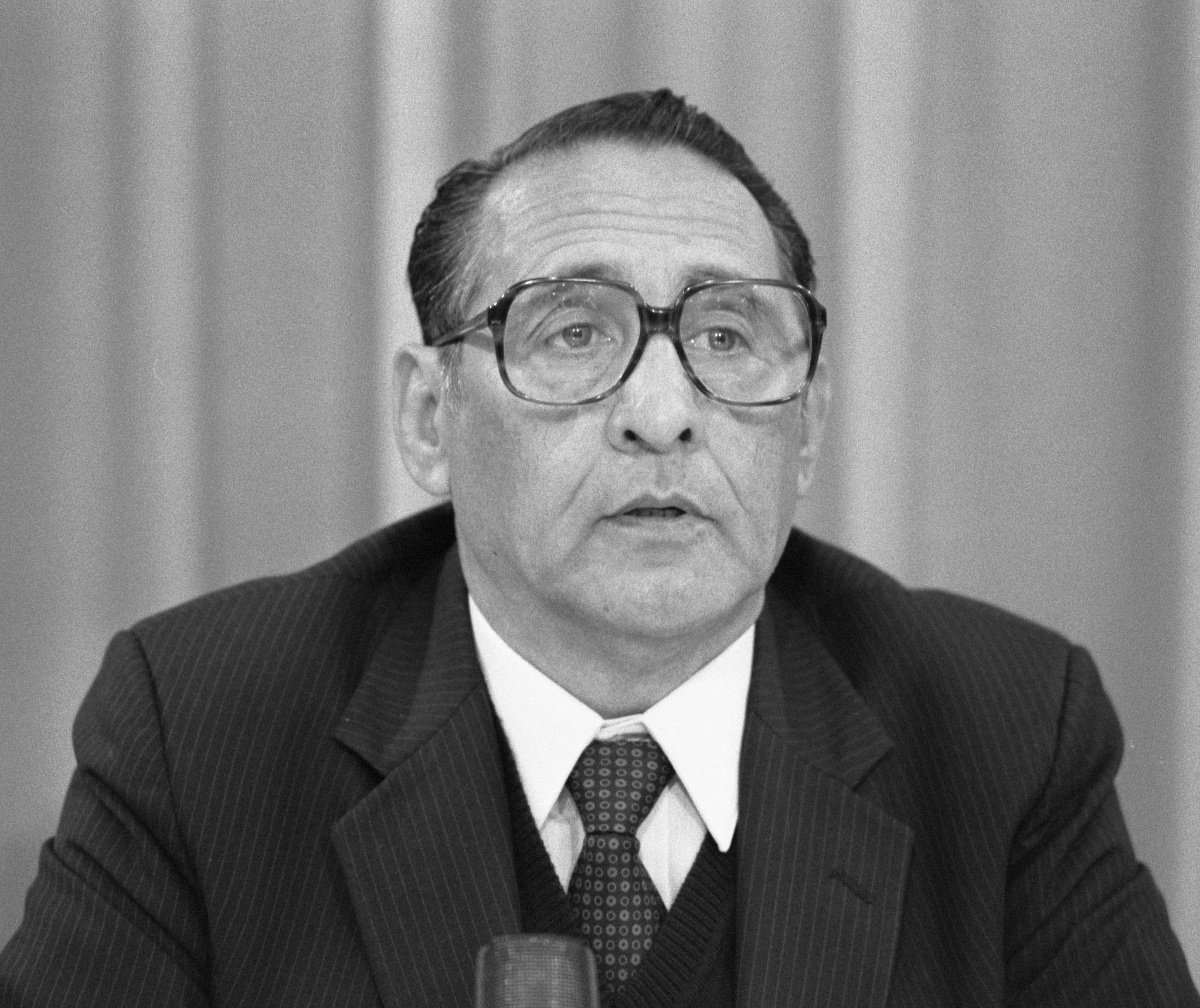
José Napoleón Duarte in 1987

José Napoleón Duarte Fuentes (Santa Ana, El Salvador, 23 november 1925 - 23 februari 1990) was een Salvadoraanse politicus die van 1980 tot 1982 de burgerlijke-militaire junta leidde die in 1979 een staatsgreep pleegde. Hij diende El Salvador van 1984 tot 1989 als president.

## Oppositie
Duarte protesteerde als tiener tegen het twaalf jaar durende militaire bewind van president-generaal Maximiliano Hernández Martínez. Andere militaire regimes volgden en in 1945 stak hij de grens met Guatemala over om mee te doen aan de tegenstand in ballingschap. Hoewel hij nog geen Engels sprak, stuurde zijn vader hem naar de Notre Dame University in de Verenigde Staten. Na jarenlange studie keerde Duarte in 1950 terug naar El Salvador om zijn land zo democratisch mogelijk te maken.

## Veroordeling
In 1960 werd hij secretaris-generaal van de Christendemocratische Partij (PDC) die een tussenweg tussen rechts en links nam. Na de verkiezingen van 1962 werd Duarte burgemeester van San Salvador. Op 25 maart 1972 volgde een staatsgreep door linkse officieren die Duarte ondersteunden. De staatsgreep werd de kop ingedrukt en Duarte gearresteerd. Hij werd door de rechtse officieren zo gemarteld dat twee vingers van zijn linkerhand lelijk beschadigd raakten. Zijn rechtse tegenstanders spraken dit tegen. Volgens hen waren die twee vingers al voor zijn arrestatie beschadigd. Duarte werd eind 1972 ter dood veroordeeld wegens hoogverraad, maar tijdens de afwachting van het hoger beroep wist hij naar Venezuela te vluchten, waar hij bescherming genoot van de COPEI die toentertijd de dienst daar uitmaakte.

## Nieuwe staatsgreep en burgeroorlog
Op 15 oktober 1979 werd een nieuwe militaire staatsgreep gepleegd en dat werd het begin van de Salvadoraanse Burgeroorlog. Duarte werd lid van de nieuwe junta en bekleedde de post van Minister van Buitenlandse Zaken. Op 22 december 1980 werd hij voorzitter van de junta en de staat. De Front Farabundo Martí voor Nationale Bevrijding (FMLN) reageerde met een aanval op de militaire regering op 10 januari 1981 dat militaire steun en advies van de VS kreeg. Met de aankomst van Ronald Reagan als president van de VS, werd Duarte het symbool van anticommunistische bondgenoot in Centraal-Amerika.
Op 28 maart 1982 kwamen de presidentsverkiezingen waar de PDC aan meedeed. De PDC won 24 van de 60 zetels en kwam in de oppositie samen met de Nationalistische Republikeinse Alliantie (ARENA) van Roberto D'Aubuisson. Op 2 mei 1982 werd Álvaro Magaña, een vriend van Duarte, president van het Nationale Congres. Gedurende zijn tijd als voorzitter van de junta voerde Duarte een hoop verbeteringen in zijn land door. Zo werd de industrie veiliger, werd de lidmaatschap van een vakbond toegestaan, mochten vrijgezelle kinderloze vrouwen in fabrieken werken, werd kinderarbeid onder de veertien jaar verboden en de prostitutie aangepakt. Maar tegelijkertijd had Duarte te duchten van aanvallen van de FMLN en extreemrechtse doodseskaders.

## President van El Salvador
Op 6 mei 1984 kreeg Duarte 53,6% van de stemmen en stond hij boven zijn grootste rivaal Roberto D'Aubuisson van de ARENA. De verkiezingen waren gekenmerkt met aanslagen van de FMLN en de extreemrechtse doodseskaders. De Central Intelligence Agency had de campagne van Duarte met twee miljoen dollar gefinancierd. Maar de verkiezingen verliepen eerlijk. Op 1 juni werd Duarte president. Hij was vastbesloten de burgeroorlog zonder bloedvergieten te stoppen. Maar hij was tegen onderhandelen met de FMLN en de doodseskaders. In plaats van onderhandelen, pakte hij de mensen die de terreurbendes van wapens en voedsel voorzagen hard aan. Zodoende kregen de FMLN en de doodseskaders geen voedsel of wapens meer en gingen de meeste leden gewoon weer terug in de maatschappij. Vervolgens arresteerde de Nationale Politie de leden, waaronder Jorge Alberto Miranda Arevalo van de FMLN, die een levenslange gevangenisstraf kreeg. 
In de periode 1987-1989 kreeg Duarte het steeds moeilijker als president. De anticommunistische houding van de VS die zijn grootste bondgenoot en financier is, werd milder en had steeds minder behoefte om zijn presidentschap te ondersteunen. Corruptieschandalen, een dalende economie, geruchten over toenadering tot Fidel Castro en Daniel Ortega, en zelfs overspel, deden de populariteit van Duarte kelderen. Op 20 maart 1989 moest de PDC het veld ruimen voor de ARENA. In 1990 moest Duarte opgenomen worden in het ziekenhuis wegens ernstige maagdarmkanker. Hij stierf op 64-jarige leeftijd aan kanker.